# Sergio Arturo Pérez Hechavarría
Sergio Arturo Pérez Hechavarría (26 de diciembre de 1968) es un deportista cubano que compitió en judo adaptado. Ganó una medalla de oro en los Juegos Paralímpicos de Sídney 2000 en la categoría de –60 kg.

## Palmarés internacional
| Juegos Paralímpicos | Juegos Paralímpicos | Juegos Paralímpicos | Juegos Paralímpicos |
| Año                 | Lugar               | Medalla             | Categoría           |
| ------------------- | ------------------- | ------------------- | ------------------- |
| 2000                | Sídney (Australia)  | Medalla de oro      | –60 kg              |